# Buhl-Lorraine
 Buhl-Lorraine  es una comuna  y población de Francia, situada en la región de Lorena, departamento de Mosela, en el distrito y cantón de Sarrebourg.
Su población en el censo de 1999 era de 1037 habitantes. Forma parte de la aglomeración urbana de Sarrebourg.
Está integrada en la Communauté de communes de l'agglomération de Sarrebourg .

## Demografía
| 615 | 652 | 768 | 786 | 817 | 1037 |
| Para los censos de 1962 a 1999 la población legal corresponde a la población sin duplicidades (Fuente: INSEE [Consultar]) |     |     |     |     |      |